# Paradoxurus aureus
Paradoxurus aureus, là một loài loài cầy bản địa của Sri Lanka. Được mô tả lần đầu bởi Frédéric Cuvier vào năm 1822.